# Nanojapyx pricei
Nanojapyx pricei är en urinsektsart som beskrevs av Smith 1959. Nanojapyx pricei ingår i släktet Nanojapyx och familjen Japygidae. Inga underarter finns listade i Catalogue of Life.